# Стълбовидна диаграма
Стълбовата диаграма е диаграма, която представя категории с правоъгълни кутийки, чиито височини или дължини са пропорционални на стойностите, които представляват. Лентите могат да бъдат изчертани вертикално или хоризонтално.
Стълбовата диаграма показва сравнения между отделни категории. Едната ос на диаграмата показва конкретните категории, които се сравняват, а другата ос представлява измерена стойност. Някои графики наслагват правоъгълниците един върху друг, което позволява да се покаже втора категория на данните.